# Paolo Giuseppe Solaro
Paolo Giuseppe Solaro (Szeben, 24 gennaio 1743 – Torino, 9 settembre 1824) è stato un cardinale e vescovo cattolico italiano.

## Biografia
Nacque a Szeben, ora città rumena chiamata Sibiu, il 24 gennaio 1743.
Fu vescovo di Aosta dal 1784 al 1803.
Papa Pio VII lo elevò al rango di cardinale nel concistoro del 23 settembre 1816.
Morì a Torino il 9 settembre 1824 all'età di 81 anni.

## Genealogia episcopale e successione apostolica
La genealogia episcopale è:
- Cardinale Scipione Rebiba
- Cardinale Giulio Antonio Santori
- Cardinale Girolamo Bernerio, O.P.
- Arcivescovo Galeazzo Sanvitale
- Cardinale Ludovico Ludovisi
- Cardinale Luigi Caetani
- Cardinale Ulderico Carpegna
- Cardinale Paluzzo Paluzzi Altieri degli Albertoni
- Papa Benedetto XIII
- Papa Benedetto XIV
- Papa Clemente XIII
- Cardinale Marcantonio Colonna
- Cardinale Giacinto Sigismondo Gerdil, B.
- Cardinale Paolo Giuseppe Solaro

La successione apostolica è:
- Arcivescovo François-Marie Bigex (1817)
- Arcivescovo Columbano Giovanni Battista Carlo Gaspare Chiaverotti, O.S.B.Cam. (1817)
- Vescovo Giovanni Antonio Niccola (1818)